# Ermita de Sant Cristòfol de l'Alcora
L'Ermita de Sant Cristòfol és un edifici històric al cim d'un turó dins del terme municipal de l'Alcora (comarca de l'Alcalatén, País Valencià). Va ser edificada al segle xvii. Als anys 1855-1856 es va reedificar millor a expenses del veïnat i de M. Ferrer, qui va aportar una important suma d'almoina. Actualment, acull les celebracions de la Festa del Rotllo, de la Diada de Sant Cristòfol (patró dels conductors) i de la festivitat de Santa Llúcia. L'ermitori és un temple de planta rectangular, dividida en cinc trams, amb un cor alt als peus. Disposa d'un òcul d'il·luminació a la façana. Compta amb una torre quadrada als peus, en el costat de l'epístola. La portada és de llinda i rematada amb un frontó decoratiu.